# 히오바니 모레노
히오바니 안드레스 모레노 카르도나(스페인어: Giovanni Andrés Moreno Cardona, 1986년 7월 1일 ~ )는 히오바니 모레노로 불리는 콜롬비아의 은퇴한 축구 선수이다. 포지션은 공격형 미드필더로 활약했다.

## 축구인 경력

### 클럽 경력
엔비가도에서 프로 생활을 시작하여 팀을 1부 리그로 올려놓은 후 반 시즌 만에 실력을 인정받아 명문 클럽 아틀레티코 나시오날로 이적하였다. 2010년 아르헨티나의 라싱 클루브으로 이적하였다.
2012년 중국 슈퍼리그의 상하이 뤼디 선화로 이적하였다. 이후 팀의 핵심 선수로 활약하며 팀의 주장을 역임하였고, 2015년 7월엔 2년 재계약에 합의하였다.

### 국가대표 경력
2008년 국가대표팀에 첫 소집되었다. 2009년 9월 30일 열린 멕시코와의 경기에서 A매치 데뷔골을 기록하였다.